# Листвянка (Оренбургская область)
Листвянка — поселок в Беляевском районе Оренбургской области России. Входит в состав Бурлыкского сельсовета.

## История
В 1966 году Указом Президиума Верховного Совета РСФСР поселок фермы № 2 совхоза «Бурлыкский» переименовано в Листвянку.

## Население
| 2010 |
| ---- |
| 221  |